# Relevé astronomique
Pour les articles homonymes, voir Relevé.

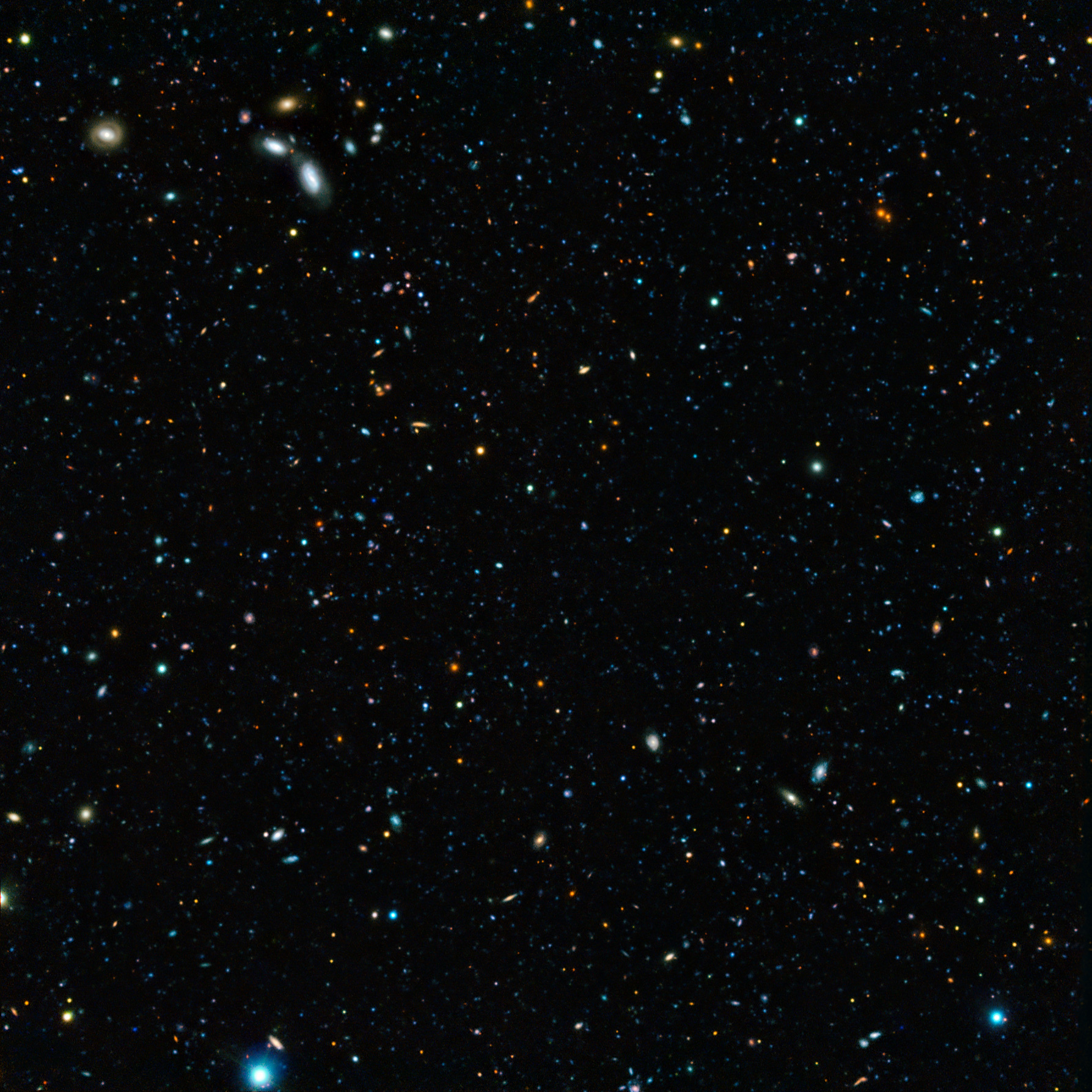
Image composite du GOODS-South field, recensement astronomique utilisant le Very Large Telescope.

Un relevé astronomique est un recensement (survey en anglais) d'objets astronomiques réalisé à l'aide de télescopes et de satellites. Il permet notamment aux astronomes d'établir le catalogue des objets célestes et d'effectuer des analyses statistiques sur ces derniers.
Ce type d'approche est idéal pour détecter les mouvements d'objets tels des astéroïdes et des comètes, ainsi que les variations de luminosités d'étoiles variables.

## Historique
Par le passé, un relevé se limitait à une certaine gamme de longueur d'onde électromagnétique (lumière visible, ondes radio, infrarouge, etc.) et était généralement réalisé dans le cadre de la production d'un catalogue astronomique impliquant un type particulier d'objet (étoiles, galaxies, nébuleuses, etc.). Depuis le début des années 2000, l'approche multispectrale s'est développée et est particulièrement utilisée en astronomie extragalactique et en cosmologie observationnelle.

## Relevés astronomiques par longueur d'onde

### Rayonnement gamma
- Fermi Gamma-ray Space Telescope, ou Gamma-ray Large Area Space Telescope (GLAST), 2008-2018 [2].

### Lumière visible
- Pan-Andromeda Archaeological Survey[3] ;
- National Geographic Society – Palomar Observatory Sky Survey (NGS–POSS) : recensement du ciel de l'hémisphère nord sur des plaques photographiques, de 1948 à 1958[4] ;
- Optical Gravitational Lensing Experiment : projet polonais commencé en 1992 avec l'objectif de détecter et classifier les étoiles variables, les microlentilles gravitationnelles, les novae naines, l'étude de la structure de notre galaxie et des nuages de Magellan ;
- Digitized Sky Survey : recensement optique de tout le ciel, à partir de plaques photographiques numérisées, 1994[5] ;
- Sloan Digital Sky Survey (SDSS) : recensements optique et spectroscopique, de 2000 à 2006[6] ;
- Photopic Sky Survey : recensement de 37 440 entrées individuelles, en 2010 et 2011[7], [8] ;
- INT Photometric H-Alpha Survey (IPHAS) et VPHAS+ : relevé astronomique du ciel de l'hémisphère nord effectué depuis 2003 en utilisant le Télescope Isaac-Newton dans les Îles Canaries ;
- LAMOST : télescope chinois inauguré en 2009 effectuant un relevé astronomique des objets extra galactiques dans le but d'identifier les grandes structures de l'univers ;
- Pan-STARRS : télescope consacré au relevé astronomique effectuant 4 relevés complets du ciel quatre fois par mois depuis 2010 ;
- Euclid : relevé pour cartographier la matière noir en visible et infrarouge, sur 15 000 deg2. 2023-en cours[9] ) l'aide du télescope spatial Euclid ;
- Legacy Survey of Space and Time (LSST) : Relevé devant débuter à la fin de l'année 2025. Ce relevé est entrepris par l'Observatoire Vera Rubin, dont le télescope optique à reçu sa première lumière en juin 2025[10]. Le LSST consistera en un relevé complet du ciel austral tous les trois jours dans 6 bandes spectrales. Il permettra de détecter tous les objets jusqu'à la magnitude apparente 24 et de détecter les phénomènes transitoires (variation de luminosité ou changement de position). Les 10 ans d'observations programmées devraient permettre de recenser les objets de magnitude apparente de 27 par superpositions des photos réalisées.

### Infrarouge
- Infrared Astronomical Satellite : recensement de l'ensemble du ciel dans les longueurs d'onde 12, 25, 60, et 100 μm en 1983 ;
- The 2-micron All-Sky Survey (2MASS) : recensement de l'ensemble du ciel dans les bandes J, H et Ks (1,25, 1,65 et 2,17 μm), de 1997 à 2001) ;
- Akari (Astro-F) : recensement astronomique japonais de l'ensemble du ciel en infrarouge moyen et lointain, de 2006 à 2008 ;
- Wide-field Infrared Survey Explorer : recensement couvrant environ 99 % du ciel dans les longueurs d'onde 3,3, 4,7, 12 et 23 μm, décembre 2009 à juillet 2010 ;
- VISTA Série de relevés effectués à compter de 2009 depuis des observatoires au sol basés dans l'hémisphère sud

### Micro-ondes
- Wilkinson Microwave Anisotropy Probe (WMAP) : recensement du rayonnement de fond cosmologique, de 2001 à 2003 ;
- SCUBA-2 All Sky Survey (en) : relevé astronomique réalisé à partir de 2011 en utilisant la caméra SCUBA-2 installée sur le radiotélescope JCMT.

### Radio
- HIPASS, recensement de l'hydrogène neutre (HI) de l'hémisphère sud, 1997-2002.
- Ohio Sky Survey, recensement d'environ 19 000 sources à la fréquence 1415 MHz, 1965-1973.
- NVSS, recensement du ciel nordique situé en haut de -40° à la fréquence 1,4 GHz.
- FIRST, recensement de sources faibles à une longueur d'onde de 20 cm[11].

### Multi-spectral
- GAMA, recensement par l'Anglo-Australian Telescope d'objets ayant un grand décalage vers le rouge[12],[13].
- GOODS.
- The Cosmic Evolution Survey (COSMOS), recensements de plusieurs télescopes dont le télescope spatial Hubble, le Spitzer Space Telescope, l'Observatoire Chandra et le satellite XMM-Newton.

## Relevés astronomiques par type d'objet

### Relevés des nuages de Magellan
- The Magellanic Clouds Photometric Survey, recensement des nuages de Magellan dans les bandes optiques UBVI.
- Deep Near Infrared Survey (DENIS), recensement proche infrarouge.
- Surveying the Agents of a Galaxy's Evolution, recensement du Grand Nuage de Magellan par le Spitzer Space Telescope.